# La Ciénaga
La Ciénaga é uma pequena cidade da República Dominicana pertencente à província de Barahona.
Sua população estimada em 2012 era de 3 051 habitantes.